# Paul Chevré

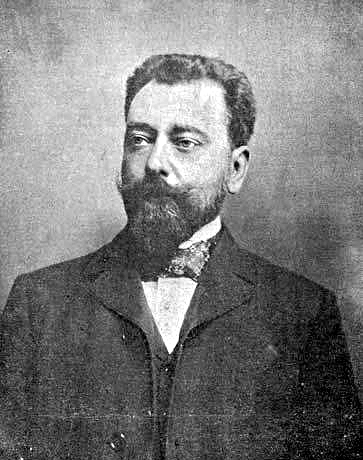
Paul Chevré

Paul Romain Marie Léonce Chevré (* 5. Juli 1866 in Brüssel; † 20. Februar 1914) war ein französischer Bildhauer. Er war unter den Passagieren der Titanic und überlebte den Schiffsuntergang im Frühjahr 1912.

## Leben
Chevré wurde als Sohn französischer Eltern in Belgien geboren. Er zeigte früh eine Begabung für Bildhauerei; seine erste Ausstellung fand 1890 in Paris statt. Im Jahr 1900 beteiligte sich Chevré an der Internationalen Ausstellung in Paris und gewann eine Bronzemedaille für Skulptur.  

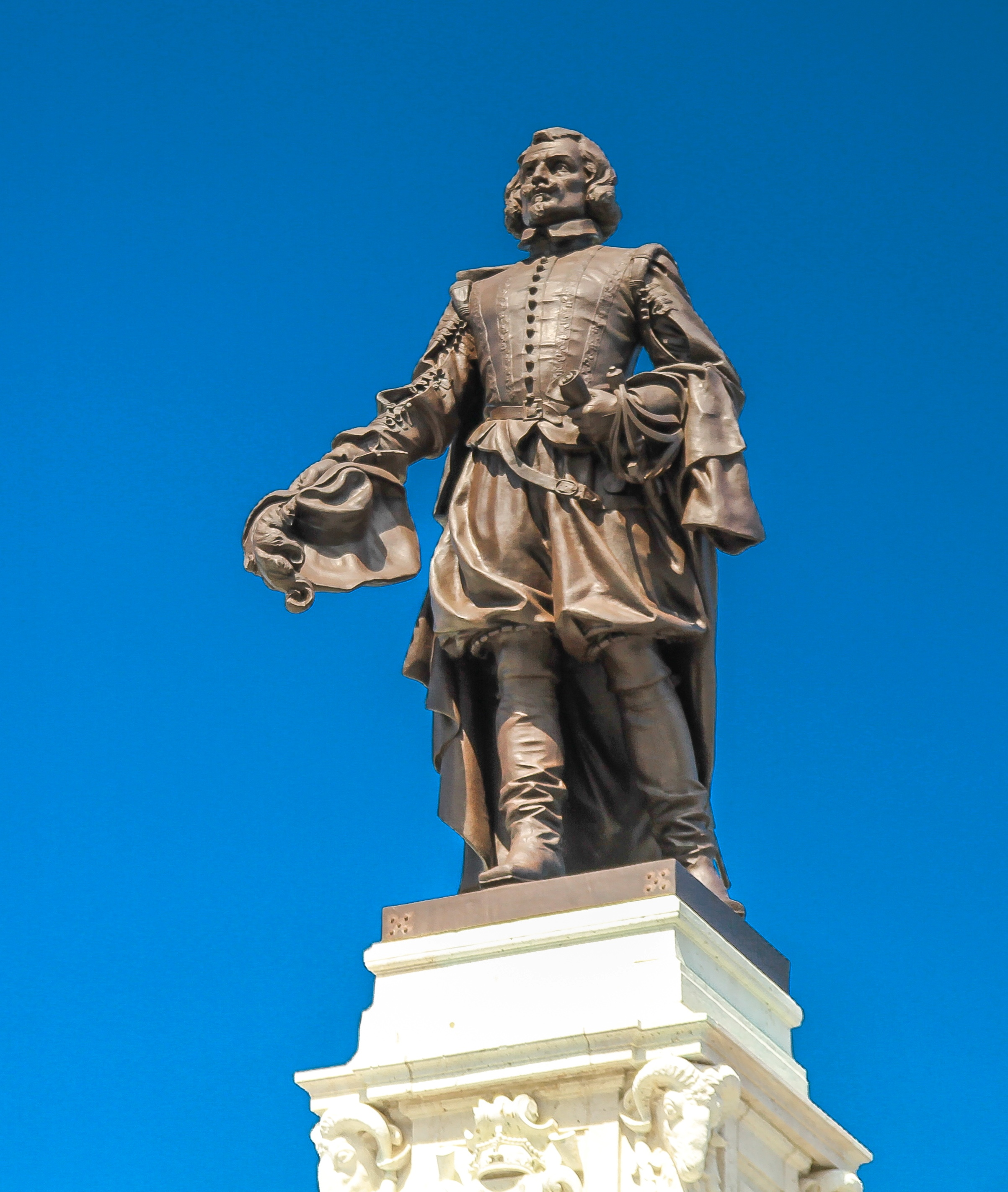
Statue des Samuel de Champlain

Chevré gestaltete mehrere Abbilder von Persönlichkeiten aus der Geschichte Kanadas. 14 Jahre lang pflegte er zwischen Frankreich und Kanada hin- und herzureisen: Sechs Monate im Jahr arbeitete er in seinem Atelier in der Nähe von Paris; die andere Hälfte des Jahres pflegte er in Kanada zu verbringen. 1896 schuf er ein Monumentalstandbild von Samuel de Champlain, das 1898 eingeweiht wurde. Es befindet sich in Québec auf der Dufferin-Terrasse, in der Nähe des Château Frontenac. 1909 entstand die Statue von Honoré Mercier, 1911 die von François-Xavier Garneau.

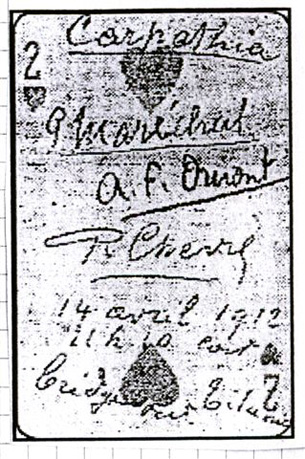
Unterschriften der drei geretteten Franzosen auf einer Spielkarte

Im April 1912 war Chevré auf dem Weg nach Ottawa. Er hatte eine Büste Sir Wilfrid Lauriers, des ehemaligen Premierministers von Kanada, geschaffen und sollte zu deren Enthüllung bzw. der Eröffnung des Grand Trunk Pacific Railway's Château Laurier Hotel, in dessen Lobby das Kunstwerk aufgestellt werden sollte, anreisen. Er hatte sich in Cherbourg eingeschifft und bewohnte die Kabine A-9, die zur ersten Klasse gehörte.
In der Nacht, in der das Schiff mit dem Eisberg kollidierte, spielte Paul Chevré mit Alfred Fernand Omont, Pierre Maréchal und Lucien P. Smith aus Philadelphia im „Cafe Parisien“ Bridge. Nachdem sie die Erschütterung gespürt hatten, gingen sie an Deck. Die drei Franzosen konnten in das Rettungsboot Nr. 7, eines der ersten Rettungsboote, die zu Wasser gelassen wurden, einsteigen, wurden nach einiger Zeit von dem Dampfer Carpathia an Bord genommen und überlebten so die Titanic-Katastrophe. Ihr amerikanischer Mitspieler, Mr. Smith, kam um, da er sich noch auf die Suche nach seiner Frau machte, die sich schon in die Kabine zurückgezogen hatte, als das Schiff den Eisberg rammte.
Chevré war einer der überlebenden Titanic-Passagiere, die bald nach ihrer Ankunft in New York am 18. April 1912 interviewt wurden und deren Aussagen in den ersten Presseberichten des Herald und anderer Zeitungen über das Unglück verwendet wurden. Er soll laut diesen Berichten unter anderem behauptet haben, Kapitän Smith habe sich kurz vor dem Sinken des Schiffes erschossen. Außerdem wurde behauptet, die Büste für das Hotel sei bei dem Schiffsuntergang mit versunken. Dies war allerdings entweder ein Missverständnis des Reporters oder eine Zeitungsente. Als Chevré am 22. April 1912 in Montreal ankam, wandte er sich sofort an die dortige französischsprachige Zeitung La Presse und ließ ein Dementi veröffentlichen. The Herald berief sich bei seiner Entschuldigung auf die schlechten Französischkenntnisse seines Reporters, der Chevrés Ausführungen wohl missverstanden habe.
Nach dem Schiffsunglück blieb Chevré ein halbes Jahr in Québec. In dieser Zeit entstand die Statue der Marianne, die sich am Viger Square in Montreal befindet. Danach kehrte er nach Frankreich zurück und betrat nie wieder ein Schiff. Knapp zwei Jahre nach dem Untergang der Titanic starb er.